# Championnats du monde de marathon (canoë-kayak) 2007
Navigation
Championnats du monde de marathon 2006 Championnats du monde de marathon 2008
Les 15e championnats du monde de marathon en canoë-kayak de 2007 se sont tenus à Györ en Hongrie du 7 au 9 septembre 2007, sous l'égide de la Fédération internationale de canoë.
C'est la 2e fois que la ville reçoit ces championnats, après ceux de 1999

## Podiums

### Sénior

#### K1
| Rang               | Athlète        | Pays    | Temps               |
| ------------------ | -------------- | ------- | ------------------- |
| Médaille d'or      | Emilio Merchán | Espagne | 2 h 05 min 03 s 099 |
| Médaille d'argent  | Manuel Busto   | Espagne | 2 h 07 min 09 s 603 |
| Médaille de bronze | Attila Jambor  | Hongrie | 2 h 09 min 06 s 789 |

| Rang               | Athlète       | Pays        | Temps               |
| ------------------ | ------------- | ----------- | ------------------- |
| Médaille d'or      | Anna Hemmings | Royaume-Uni | 1 h 55 min 59 s 331 |
| Médaille d'argent  | Renata Csay   | Hongrie     | 1 h 56 min 06 s 705 |
| Médaille de bronze | Mara Santos   | Espagne     | 1 h 56 min 17 s 589 |

#### K2
| Rang               | Athlète                              | Pays    | Temps               |
| ------------------ | ------------------------------------ | ------- | ------------------- |
| Médaille d'or      | Manuel Busto Fernandez Oier Aizpurua | Espagne | 1 h 55 min 57 s 061 |
| Médaille d'argent  | Jorge Alonso Santiago Guerrero       | Espagne | 1 h 55 min 57 s 655 |
| Médaille de bronze | Balacz Borcsok Istvan Salga          | Hongrie | 1 h 58 min 27 s 265 |

| Rang               | Athlète                                  | Pays           | Temps               |
| ------------------ | ---------------------------------------- | -------------- | ------------------- |
| Médaille d'or      | Anne Lolk Thomsen Henriette Engel Hansen | Danemark       | 1 h 44 min 36 s 262 |
| Médaille d'argent  | Renata Csay Berenike Faldum              | Hongrie        | 1 h 44 min 47 s 182 |
| Médaille de bronze | Nicola Mocke Michele Eray                | Afrique du Sud | 1 h 44 min 48 s 418 |

#### C1
| Rang               | Athlète                 | Pays    | Temps               |
| ------------------ | ----------------------- | ------- | ------------------- |
| Médaille d'or      | Edvin Csabai            | Hongrie | 1 h 55 min 21 s 838 |
| Médaille d'argent  | Jose Alfredo Bea Garcia | Espagne | 1 h 57 min 34 s 018 |
| Médaille de bronze | Manuel A. Campos        | Espagne | 1 h 57 min 34 s 978 |

#### C2
| Rang               | Athlète                                | Pays     | Temps               |
| ------------------ | -------------------------------------- | -------- | ------------------- |
| Médaille d'or      | Edvin Csabai Attila Györe              | Hongrie  | 1 h 45 min 59 s 980 |
| Médaille d'argent  | Oscar Grana Blanco Ramon Ferro de Dias | Espagne  | 1 h 46 min 36 s 365 |
| Médaille de bronze | Filip Dvorak Petr Koudelka             | Tchéquie | 1 h 48 min 29 s 154 |

### Junior

#### K1
| Rang               | Athlète            | Pays           | Temps               |
| ------------------ | ------------------ | -------------- | ------------------- |
| Médaille d'or      | Grant Van Der Walt | Afrique du Sud | 1 h 25 min 02 s 466 |
| Médaille d'argent  | Emil Star          | Danemark       | 1 h 25 min 13 s 740 |
| Médaille de bronze | Barry Watkins      | Irlande        | 1 h 25 min 16 s 926 |

| Rang               | Athlète        | Pays        | Temps               |
| ------------------ | -------------- | ----------- | ------------------- |
| Médaille d'or      | Zomilla Hegyi  | Hongrie     | 1 h 34 min 18 s 325 |
| Médaille d'argent  | Eszter Havas   | Hongrie     | 1 h 34 min 19 s 333 |
| Médaille de bronze | Jessica Walker | Royaume-Uni | 1 h 34 min 20 s 473 |

#### K2
| Rang               | Athlète                           | Pays    | Temps               |
| ------------------ | --------------------------------- | ------- | ------------------- |
| Médaille d'or      | David Pelyi Kristof Peter         | Hongrie | 1 h 19 min 05 s 386 |
| Médaille d'argent  | Szabolcs Gál Bence Molnar         | Hongrie | 1 h 19 min 11 s 698 |
| Médaille de bronze | Rodrigo Cubelos Francisco Cubelos | Espagne | 1 h 19 min 21 s 502 |

| Rang               | Athlète                          | Pays               | Temps               |
| ------------------ | -------------------------------- | ------------------ | ------------------- |
| Médaille d'or      | Zomilla Hegyi Zsófia Dira        | Hongrie            | 1 h 26 min 53 s 692 |
| Médaille d'argent  | Martina Víchová Marcela Krausová | République tchèque | 1 h 27 min 52 s 810 |
| Médaille de bronze | Jessica Walker Amoret King       | Royaume-Uni        | 1 h 27 min 58 s 546 |

#### C1
| Rang               | Athlète         | Pays               | Temps               |
| ------------------ | --------------- | ------------------ | ------------------- |
| Médaille d'or      | Angel Ribadomar | Espagne            | 1 h 37 min 45 s 656 |
| Médaille d'argent  | Adam Devecseri  | Hongrie            | 1 h 37 min 52 s 842 |
| Médaille de bronze | Lukáš Koranda   | République tchèque | 1 h 38 min 52 s 644 |

## Tableau des médailles
| Rang  | Nation         | Or | Argent | Bronze | Total |
| ----- | -------------- | -- | ------ | ------ | ----- |
| 1     | Espagne        | 2  | 4      | 2      | 8     |
| 2     | Hongrie        | 2  | 2      | 2      | 6     |
| 3     | Danemark       | 1  | 0      | 0      | 1     |
| -     | Royaume-Uni    | 1  | 0      | 0      | 1     |
| 5     | Afrique du Sud | 0  | 0      | 1      | 1     |
| -     | Tchéquie       | 0  | 0      | 1      | 1     |
| Total | Total          | 6  | 6      | 6      | 18    |